# Norrbottens län
Norrbottens län, beläget i Övre Norrland, är Sveriges nordligaste län. Residensstad är sedan 1856 Luleå; innan dess (1810–1855) var Piteå länets residensstad.
Norrbottens län är landets största och ytmässigt nära en fjärdedel av Sveriges totala landareal. Norrbottens län består av landskapet Norrbotten (den tidigare norra delen av Västerbotten) samt den nordliga delen av landskapet Lappland.
Norrbottens läns valkrets utgör valkrets vid riksdagsval i Sverige.
Inom länet finns landets högsta fjäll, Kebnekaise (2104 meter över havet), och djupaste insjö, Hornavan (221 meter djup).

## Historik
Norrbottens län skapades den 21 maj 1810 av den norra delen av Västerbottens län.

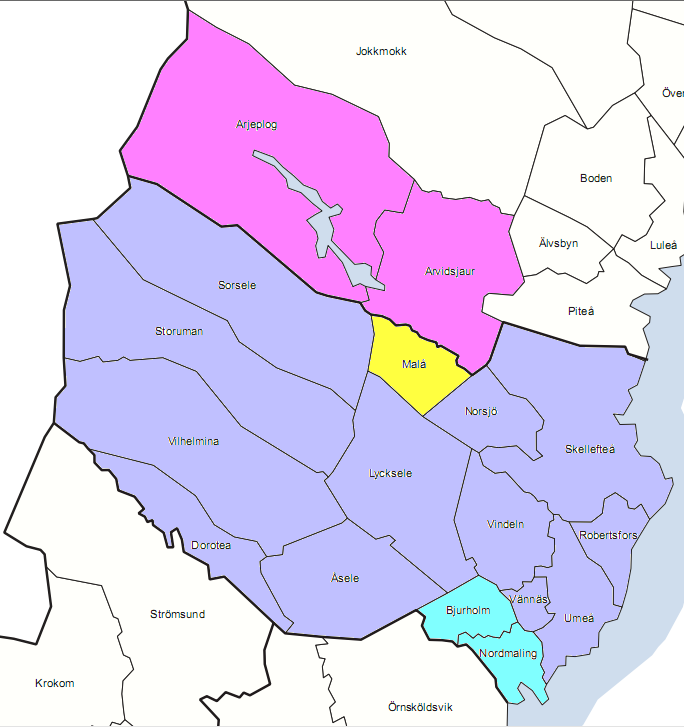
Arvidsjaur och Arjeplog tillhörde Västerbottens län till 1837, därefter Norrbottens län.
Malå var tidigare del av Arvidsjaurs socken.
Nordmaling och Bjurholm överfördes från Västernorrlands län till Västerbottens 1810.

Pite lappmark (Arvidsjaurs och Arjeplogs kommuner) ingick till en början inte i det nya länet, utan överfördes från Västerbotten först den 10 februari 1837; detta område låg längs med Skellefte älv men avståndsmässigt närmare Piteå. Malå kommun bildades 1862 genom en utbrytning från Arvidsjaur och fördes tillbaka till Västerbottens län 1869.
Sedan 1869 har Norrbottens länsgränser varit oförändrade.

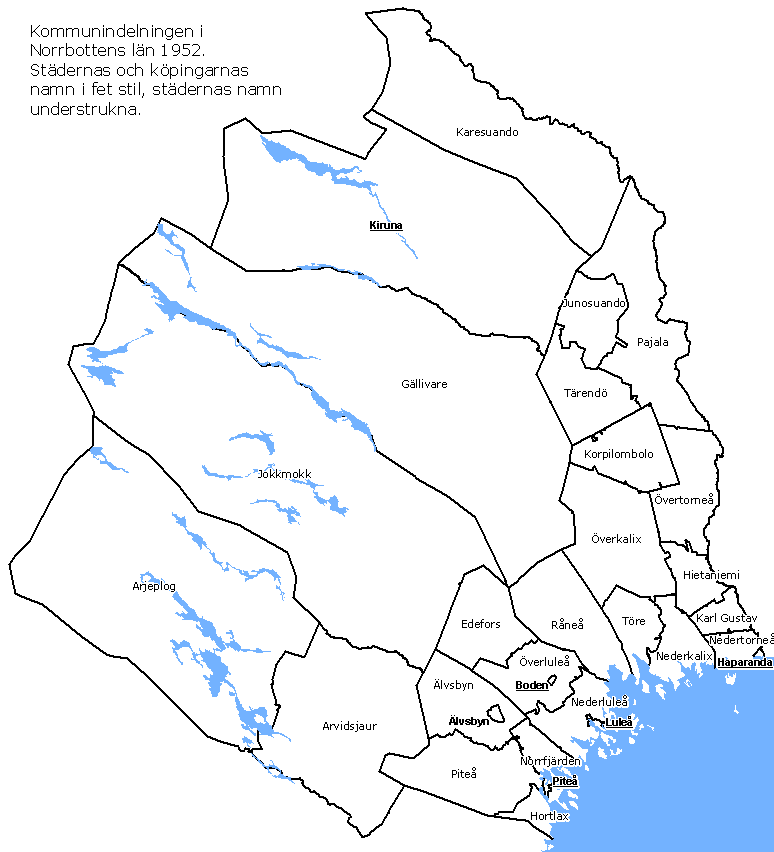
Kommunindelningen i Norrbottens län 1952. Länsgränsen är densamma idag.

## Geografi

### Tätorter
| Nr | Tätort       | Kommun             | Folkmängd (2020) | Landareal (ha) |
| -- | ------------ | ------------------ | ---------------- | -------------- |
| 1  | Luleå        | Luleå kommun       | 49 123           | 2 856          |
| 2  | Piteå        | Piteå kommun       | 23 181           | 2 298          |
| 3  | Boden        | Bodens kommun      | 16 817           | 1 417          |
| 4  | Kiruna       | Kiruna kommun      | 16 420           | 898            |
| 5  | Gällivare    | Gällivare kommun   | 10 584           | 861            |
| 6  | Kalix        | Kalix kommun       | 8 393            | 895            |
| 7  | Haparanda    | Haparanda kommun   | 6 554            | 593            |
| 8  | Älvsbyn      | Älvsbyns kommun    | 5 034            | 663            |
| 9  | Gammelstaden | Luleå kommun       | 4 836            | 552            |
| 10 | Arvidsjaur   | Arvidsjaurs kommun | 4 457            | 427            |

Residensstaden är i fet stil.

### Kommuner i Norrbottens län
- Arjeplogs kommun
- Arvidsjaurs kommun
- Bodens kommun
- Gällivare kommun
- Haparanda kommun
- Jokkmokks kommun
- Kalix kommun
- Kiruna kommun
- Luleå kommun
- Pajala kommun
- Piteå kommun
- Älvsbyns kommun
- Överkalix kommun
- Övertorneå kommun

## Styre och politik

### Administrativ indelning

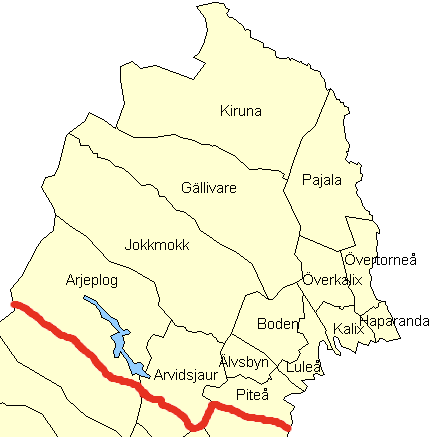
Kommuner i Norrbottens län.

Länet har 14 kommuner: Störst till ytan är Kiruna kommun, minst är Haparanda kommun. Största folkmängden har Luleå kommun och den minsta har Arjeplogs kommun.

### Politik

#### Politiska majoriteter i Norrbottens län
| Region            | Majoritet | Majoritet | Majoritet | Regionstyrelsens ordf. | Regionstyrelsens ordf. | Opposition | Opposition | Opposition |
| ----------------- | --------- | --------- | --------- | ---------------------- | ---------------------- | ---------- | ---------- | ---------- |
| Region Norrbotten | NS        | M         | C         | Kenneth Backgård       | NS                     | S          | V          | SD         |

| Kommun     | Majoritet | Majoritet | Majoritet | Majoritet | Majoritet |
| ---------- | --------- | --------- | --------- | --------- | --------- |
| Arjeplog   | S         |           |           |           |           |
| Arvidsjaur | S         | V         |           |           |           |
| Boden      | S         | NS        | C         | MP        |           |
| Gällivare  | S         | V         | MP        |           |           |
| Haparanda  | C         | NS        | M         | KD        |           |
| Jokkmokk   | S         | V         |           |           |           |
| Kalix      | S         | V         | MP        |           |           |
| Kiruna     | C         | NS        | M         | KD        |           |
| Luleå      | S         | M         |           |           |           |
| Pajala     | S         | KD        | NS        |           |           |
| Piteå      | S         | V         | MP        |           |           |
| Älvsbyn    | S         | V         |           |           |           |
| Överkalix  | S         |           |           |           |           |
| Övertorneå | C         | NS        | V         | KD        | ÖFA       |

| Kommun     | Kommunstyrelsens ordf. | Kommunstyrelsens ordf.    |
| ---------- | ---------------------- | ------------------------- |
| Arjeplog   | S                      | Britta Flinkfeldt Jansson |
| Arvidsjaur | S                      | Sara Lundberg             |
| Boden      | S                      | Claes Nordmark            |
| Gällivare  | V                      | Jeanette Wäppling         |
| Haparanda  | C                      | Sven Tornberg             |
| Jokkmokk   | S                      | Robert Bernhardsson       |
| Kalix      | S                      | Tommy Nilsson             |
| Kiruna     | C                      | Gunnar Selberg            |
| Luleå      | S                      | Carina Sammeli            |
| Pajala     | S                      | Jan Larsson               |
| Piteå      | S                      | Helena Stenberg           |
| Älvsbyn    | S                      | Tomas Egmark              |
| Överkalix  | V                      | Mikael Larsson            |
| Övertorneå | C                      | Tomas Mörtberg            |

## Ekonomi och infrastruktur

### Näringsliv

#### Energi och råvaror
Älvarna i Norrbottens län har varit utsatta för omfattande utbyggnad. Totalt återfinns nio av Sveriges tio största vattenkraftverk i Norrbottens län. Den elproduktion som finns i länet genererar en stor del av Sveriges elförsörjning och en ännu större del av Sveriges vattenenergiproduktion. De största vattenkraftverken är Harsprånget, Stornorrfors, Messaure, Porjus, Letsi och Ligga.

#### Turism
Norrbottens län tillsammans med Skellefteå och Sorsele kommuner i Västerbottens län marknadsförs internationellt under platsvarumärket Swedish Lapland.

### Infrastruktur

#### Transporter

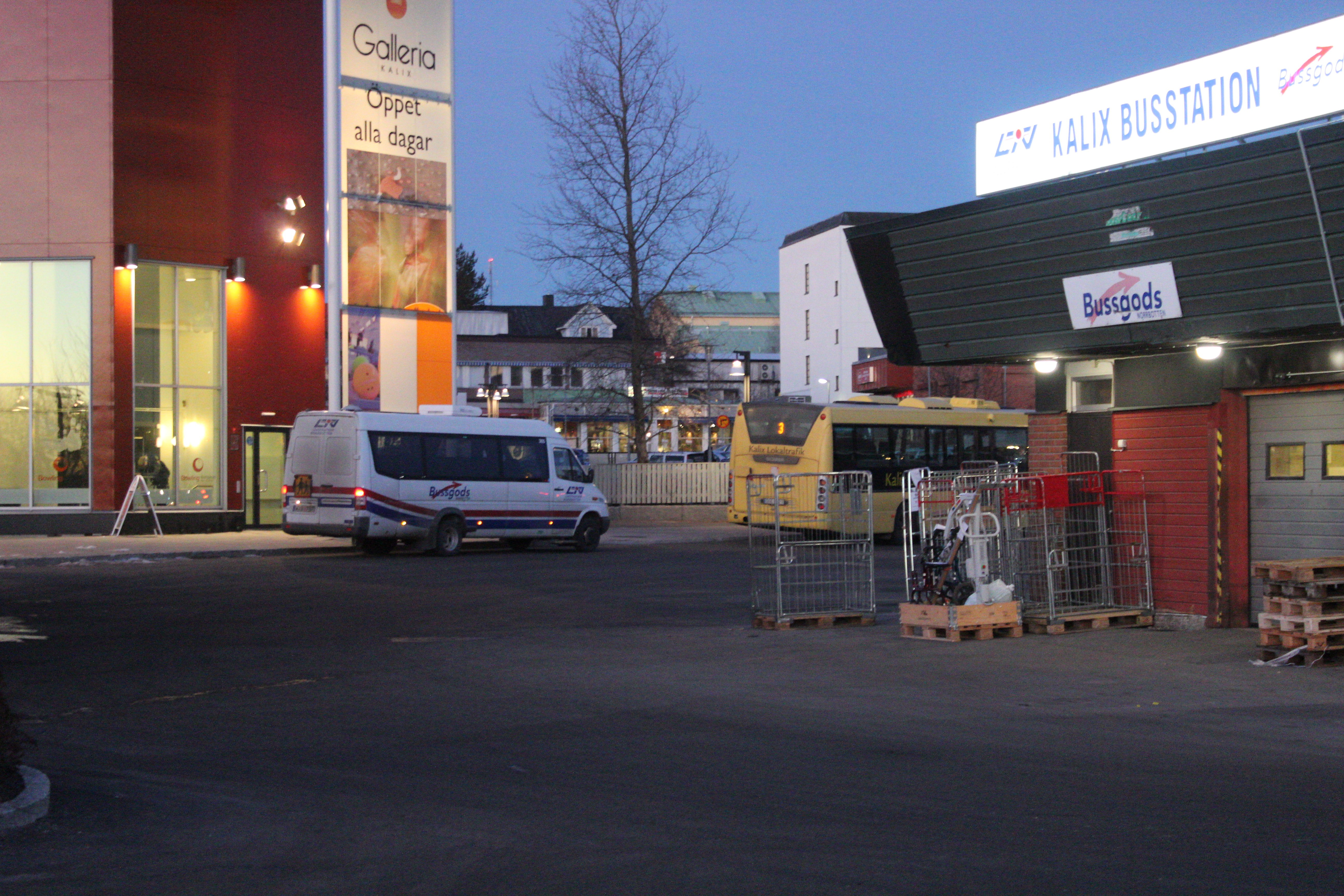
En av Länstrafikens bussar vid Kalix busstation.

För allmänna busskommunikationer inom länet ansvarar Länstrafiken i Norrbotten. Däremot ansvarar kommunerna för stadsbussar med separata biljettsystem. Persontågstrafiken inom länet sköts dels av Norrtåg (Luleå–Kiruna, Luleå–Umeå och sedan 2021 även Luleå-Haparanda), dels av SJ (Luleå-Narvik och nattåg till Stockholm). 
Det finns fem flygplatser i länet: Luleå,  Arvidsjaur, Gällivare, Kiruna och Pajala. Norrbottens län är det enda länet i Sverige med flyglinjer inom länet (Luleå–Kiruna och Luleå–Pajala).

## Befolkning

### Demografi

#### Tätorter
Näst efter Jämtlands län är Norrbottens län landets mest glesbefolkade. I genomsnitt bor här mindre än 2 invånare per kvadratkilometer, men befolkningstätheten varierar kraftigt. År 2016 bodde ungefär 83 procent av befolkningen i länet i någon av länets 92 tätorter. De största tätorterna var Luleå, Piteå, Kiruna, Boden, Gällivare, Kalix och Haparanda.
Generellt kan sägas att befolkningstätheten störst i kustområdena i sydöst, i de nedre älvdalarna samt i gruvorterna Kiruna, Gällivare och Malmberget. Kommunerna Luleå, Piteå och Boden i sydöst är till arealen sett förhållandevis små men tillsammans svarar de för ungefär 80 procent av länets invånare.

#### Befolkningsutveckling
| Befolkningsutvecklingen i Norrbottens län 1810–2024              | Befolkningsutvecklingen i Norrbottens län 1810–2024 | Befolkningsutvecklingen i Norrbottens län 1810–2024 | Befolkningsutvecklingen i Norrbottens län 1810–2024 | Befolkningsutvecklingen i Norrbottens län 1810–2024 |
| ---------------------------------------------------------------- | --------------------------------------------------- | --------------------------------------------------- | --------------------------------------------------- | --------------------------------------------------- |
|                                                                  |                                                     |                                                     |                                                     |                                                     |
| År                                                               |                                                     |                                                     | Invånare                                            |                                                     |
| 1810                                                             | 1810                                                |                                                     | 32 402                                              | 32 402                                              |
| 1820                                                             | 1820                                                |                                                     | 37 142                                              | 37 142                                              |
| 1830                                                             | 1830                                                |                                                     | 43 887                                              | 43 887                                              |
| 1840                                                             | 1840                                                |                                                     | 49 328                                              | 49 328                                              |
| 1850                                                             | 1850                                                |                                                     | 58 835                                              | 58 835                                              |
| 1860                                                             | 1860                                                |                                                     | 69 225                                              | 69 225                                              |
| 1870                                                             | 1870                                                |                                                     | 76 057                                              | 76 057                                              |
| 1880                                                             | 1880                                                |                                                     | 90 761                                              | 90 761                                              |
| 1890                                                             | 1890                                                |                                                     | 104 783                                             | 104 783                                             |
| 1900                                                             | 1900                                                |                                                     | 134 769                                             | 134 769                                             |
| 1910                                                             | 1910                                                |                                                     | 161 132                                             | 161 132                                             |
| 1920                                                             | 1920                                                |                                                     | 182 953                                             | 182 953                                             |
| 1930                                                             | 1930                                                |                                                     | 199 826                                             | 199 826                                             |
| 1940                                                             | 1940                                                |                                                     | 216 005                                             | 216 005                                             |
| 1950                                                             | 1950                                                |                                                     | 241 489                                             | 241 489                                             |
| 1960                                                             | 1960                                                |                                                     | 261 802                                             | 261 802                                             |
| 1970                                                             | 1970                                                |                                                     | 255 369                                             | 255 369                                             |
| 1975                                                             | 1975                                                |                                                     | 264 386                                             | 264 386                                             |
| 1980                                                             | 1980                                                |                                                     | 267 054                                             | 267 054                                             |
| 1985                                                             | 1985                                                |                                                     | 262 300                                             | 262 300                                             |
| 1990                                                             | 1990                                                |                                                     | 263 735                                             | 263 735                                             |
| 1995                                                             | 1995                                                |                                                     | 266 011                                             | 266 011                                             |
| 2000                                                             | 2000                                                |                                                     | 256 238                                             | 256 238                                             |
| 2005                                                             | 2005                                                |                                                     | 251 740                                             | 251 740                                             |
| 2010                                                             | 2010                                                |                                                     | 248 609                                             | 248 609                                             |
| 2015                                                             | 2015                                                |                                                     | 249 733                                             | 249 733                                             |
| 2020                                                             | 2020                                                |                                                     | 249 614                                             | 249 614                                             |
| 2024                                                             | 2024                                                |                                                     | 248 620                                             | 248 620                                             |
| Källa: Folkmängd länsvis 1805-2020, SCB, accessdatum 2023-04-17. |                                                     |                                                     |                                                     |                                                     |

Under de första 60 åren på 1900-talet nästintill fördubblades befolkningen i Norrbottens län, från 134 800 till 261 800 invånare. Som en följd av betydande utflyttning vände trenden år 1963, och istället minskade befolkningen. I början av 1970-talet började befolkningen i länet återigen växa, en trend som höll i sig fram till år 1981, vilket åter följdes av ny period av befolkningsminskning på grund av utflyttning. Den stora utflyttningen kan härledas till de  problem som fanns i näringslivet.
En ny trend med ökade födelsetal och inflyttning från utlandet ledde till en ny period av befolkningstillväxt från år 1988. Årsskiftet 1994/1995 slogs nytt rekord i befolkningsstorlek i länet då antal invånare uppgick till 267 648 personer. Från år 1995 till 2010 minskade befolkningen med 17 000 personer och därefter stagnerat.

## Kultur

### Traditioner

#### Kultursymboler och viktiga personligheter
Länsvapnets Blasonering: Kvadrerad sköld: i fält I och IV Västerbottens vapen, i fält II och III Lapplands vapen.
Länsstyrelsen i Norrbottens län använde till att börja med Västerbottens landskapsvapen i den utformning det då hade. Länsvapen fastställdes inte officiellt förrän med början under 1930-talet och en viss konflikt utbröt med länsstyrelsen i Västerbottens län. Detta vapen kom inte att fastställas förrän 1949. Landskapet Norrbotten har senare (1995) fått ett eget landskapsvapen, men någon förändring av länsvapnet i enlighet med detta har inte skett. Ända sedan början av 1990-talet har en förändring av länsindelningen varit uppe för diskussion, nu senast[när?] av den så kallade Ansvarskommittén. Därför får troligen en sådan förändring anstå.

### Fotnoter
1. ↑  ”Folkmängd och befolkningsförändringar - Kvartal 4, 2024”. Statistiska centralbyrån. 21 februari 2025. https://www.scb.se/hitta-statistik/statistik-efter-amne/befolkning-och-levnadsforhallanden/befolkningens-sammansattning-och-utveckling/befolkningsstatistik/pong/tabell-och-diagram/folkmangd-och-befolkningsforandringar---manad-kvartal-och-halvar/folkmangd-och-befolkningsforandringar---kvartal-4-2024/. Läst 22 februari 2025.
2. ↑  World Statesmen
3. ↑  SCB Befolkningstatistik A 1851-1855 andra delen Arkiverad 24 september 2015 hämtat från the Wayback Machine. sida 126 anm. till Norrbottens län fotnot b
4. ↑  ”Statistiska tätorter 2018 – befolkning, landareal, befolkningstäthet”. Statistiska centralbyrån. 21 mars 2021. https://www.scb.se/hitta-statistik/statistik-efter-amne/miljo/markanvandning/tatorter/pong/tabell-och-diagram/statistiska-tatorter-2018-befolkning-landareal-befolkningstathet-per-tatort/. Läst 7 juli 2021.
5. 1 2 3 4 5  ”Norrbottens län - Uppslagsverk - NE.se”. www.ne.se. https://www.ne.se/uppslagsverk/encyklopedi/l%C3%A5ng/norrbottens-l%C3%A4n. Läst 28 april 2022.
6. ↑  ”Tågtrafik”. www.haparanda.se. Arkiverad från originalet den 6 november 2021. https://web.archive.org/web/20211106083258/https://www.haparanda.se/boende-och-miljo/tagtrafik.html. Läst 6 november 2021.
7. ↑  Nevéus, de Wærn: Ny svensk vapenbok, 1992